# Domingo Soler
Domingo Díaz Pavía, plus connu comme Domingo Soler (né le 17 avril 1901 à Chilpancingo - mort le 13 juin 1961 à Acapulco) est un acteur de cinéma mexicain, l'un des quatre frères Soler. Au cours de sa carrière prolifique des années 1930 aux années 1960, il a tourné dans plus de 150 films.

## Filmographie

### Comme acteur
- 1934 : Chucho el Roto
- 1934 : La Mujer del puerto
- 1934 : Corazón bandolero
- 1934 : Oro y plata
- 1935 : Tierra, amor y dolor
- 1935 : El Primo Basilio
- 1936 : Vámonos con Pancho Villa
- 1937 : Bajo el cielo de México
- 1938 : A lo macho
- 1938 : Canción del alma
- 1938 : Hombres de mar
- 1938 : La Golondrina
- 1938 : Mi candidato
- 1938 : Por mis pistolas
- 1938 : Refugiados en Madrid
- 1939 : Con los Dorados de Villa
- 1939 : Corazón de niño
- 1939 : El Látigo
- 1939 : El Señor alcalde
- 1939 : La Reina del río
- 1939 : Perfidia
- 1939 : Una Luz en mi camino
- 1940 : ¡Que viene mi marido!
- 1940 : La Locura de Don Juan
- 1940 : Los de abajo
- 1940 : Los Últimos días de Pompeyo
- 1940 : Odio
- 1941 : La Gallina clueca
- 1941 : La Liga de las canciones
- 1942 : Cuando viajan las estrellas
- 1942 : Del rancho a la capital
- 1942 : El Barbero prodigioso
- 1942 : El Conde de Montecristo
- 1942 : El Verdugo de Sevilla
- 1942 : Historia de un gran amor
- 1942 : La Virgen que forjó una patria
- 1942 : Las Cinco noches de Adán
- 1942 : Simón Bolívar
- 1943 : El Padre Morelos
- 1943 : El Rayo del sur
- 1943 : Los Miserables
- 1944 : Sota, caballo y rey
- 1944 : El Intruso
- 1944 : Imprudencia
- 1944 : La Guerra de los pasteles
- 1945 : Amor prohibido
- 1945 : Corazones de México
- 1945 : Escuadrón 201
- 1945 : La Barraca
- 1945 : Una Canción en la noche
- 1946 : El Último amor de Goya
- 1946 : Más allá del amor
- 1946 : Ocho hombres y una mujer
- 1946 : Rayando el sol
- 1946 : Se acabaron las mujeres
- 1947 : El Ladrón
- 1947 : Mujer
- 1947 : Voces de primavera
- 1948 : Bajo el cielo de Sonora
- 1948 : Dueña y señora
- 1948 : El cuarto mandamiento
- 1948 : La Hermana impura
- 1948 : Mi esposa busca novio
- 1948 : Río Escondido
- 1949 : Comisario en turno
- 1949 : El Vengador
- 1949 : En cada puerto un amor
- 1949 : Eterna agonía
- 1949 : La Panchita
- 1949 : Opio
- 1950 : Azahares para tu boda
- 1950 : La Casa chica
- 1950 : La Fe en Dios
- 1950 : La Posesión
- 1950 : Las Dos huerfanitas
- 1950 : Lluvia roja
- 1950 : Matrimonio y mortaja
- 1950 : Para que la cuna apriete
- 1950 : Perdida
- 1950 : Si me viera don Porfirio
- 1950 : Una Mujer sin destino
- 1951 : El Papelerito
- 1951 : Fierecilla
- 1951 : Flor de sangre
- 1951 : Los Apuros de mi ahijada
- 1951 : Los Hijos de la calle
- 1951 : Los Pobres siempre van al cielo
- 1951 : Nosotras las sirvientas
- 1951 : Sensualidad
- 1952 : Con todo el corazón
- 1952 : Cuatro noches contigo
- 1952 : El Fronterizo
- 1952 : El Rebozo de Soledad
- 1952 : La Alegre casada
- 1952 : La Mentira
- 1952 : María del Mar
- 1952 : Tío de mi vida
- 1952 : Un Principe de la iglesia
- 1953 : Beatriz No te ofendas
- 1953 : El Último Round
- 1953 : Lo que no se puede perdonar
- 1953 : Reportaje
- 1953 : Sucedió en Acapulco
- 1953 : Tu recuerdo y yo
- 1954 : Caballero a la medida
- 1954 : Con el diablo en el cuerpo
- 1954 : El Joven Juárez
- 1954 : La Sobrina del señor cura
- 1954 : Las Tres Elenas
- 1954 : Se solicitan modelos
- 1954 : Tehuantepec
- 1955 : Fuerza de los humildes
- 1955 : La Vida no vale nada
- 1955 : Necesito un marido
- 1955 : Para siempre
- 1956 : El Crucifijo de piedra
- 1956 : El Hombre que quiso ser pobre
- 1956 : Historia de un amor
- 1956 : La escondida
- 1956 : Locura pasional
- 1956 : No me platiques más
- 1956 : Sublime melodía
- 1956 : Tierra de hombres
- 1957 : Aquí está Heraclio Bernal
- 1958 : Cuando Mexico canta
- 1958 : La Rebelión de la sierra
- 1958 : Los Salvajes
- 1958 : Lucrecia Desnúdate
- 1959 : Flor de mayo
- 1959 : La fièvre monte à El Pao
- 1959 : La Reina del cielo
- 1959 : Melodías inolvidables
- 1959 : Siete pecados
- 1959 : Sube y baja
- 1959 : Yo... el aventurero
- 1960 : Mi madre es culpable
- 1960 : Pancho Villa y la Valentina
- 1960 : Su primer amor
- 1961 : Azahares rojos
- 1961 : El Hijo del charro negro
- 1961 : El Padre Pistolas
- 1961 : Juan sin miedo
- 1961 : La Maldición de Nostradamus
- 1961 : Los Laureles
- 1961 : Pa' qué me sirve la vida
- 1962 : Cazadores de cabezas
- 1962 : La Sangre de Nostradamus
- 1962 : El Destructor de monstruos
- 1962 : Nostradamus, el genio de las tinieblas
- 1962 : Muerte en la feria
- 1962 : Sol en llamas
- 1963 : Secuestro en Acapulco

### Comme scénariste
- 1941 : La Liga de las canciones de Chano Urueta
- 1942 : Del rancho a la capital de Raúl de Anda